# Danish Beauty Award
Danish Beauty Award eller DBA er en årlig prisuddeling indenfor kosmetikbranchen. Ved prisuddelingen uddeles priser til forskellige kosmetikprodukter inden for en række kategorier. Priser gives fx til både makeup, parfume, hudpleje, kosttilskud, klinikker, spasteder mv. De forskellige priser tildeles af et dommerpanel, hvori blandt andet Pernille Aalund og Christian Stadil har deltaget. 
Danish Beauty Award blev afholdt første gang i marts 2007 i København under navnet Danish Beauty & Cosmetics Awards med deltagelse fra størstedelen af den danske kosmetikbranche. Danish Beauty & Cosmetics Awards skiftede navn til Danish Beauty Award i oktober 2008, under hvilket navn prisuddelingen har været afholdt årligt siden.
Danish Beauty Award er stiftet af Anne-Dorte Mathiesen (formand for bestyrelsen) og Nina H. Kluge (medlem af bestyrelsen).